# Manuel Sosa (escritor)
Manuel Sosa, es un poeta y ensayista cubano. Nació en Meneses, Sancti Spíritus, Cuba, en 1967.

## Datos biográficos
Se graduó en Lengua Inglesa, y ejerció como profesor universitario hasta 1998, año en que emigró de Cuba. Escribió para revistas y periódicos de la isla, sobre todo reseñas de libros y temas culturales. Sus poemas han aparecido en antologías cubanas, mexicanas, chilenas y norteamericanas. Ha residido en Toronto, Charlotte y Atlanta, y en esta última trabaja desde el 2000 como supervisor de servicios sociales.
Como escritor ha obtenido diversos premios. Entre estos, se encuentran el Premio Nacional de Talleres Literarios en 1990, el Premio David de Poesía en 1991, Premio Nacional de la Crítica por su libro Utopías del reino, en 1993, Premio “Heredia” de Ensayo en 1994, y Premio Pinos Nuevos en 1995, por su libro Saga del tiempo inasible.

## Libros
- Utopías del Reino (poesía), Ediciones Luminaria, Sancti Spiritus, Cuba, 1992
- Poesía espirituana (antología), Ediciones Luminaria, Sancti Spiritus, Cuba, 1994
- Saga del tiempo inasible (poesía), Editorial Letras Cubanas, La Habana, Cuba, 1996
- Canon' (poemas y textos), Ediciones Cairos, Atlanta, Estados Unidos, 2000
- Todo eco fue voz (antología personal), Ediciones Unión, La Habana, Cuba, 2007
- Una doctrina de la invisibilidad (poesía), Bluebird Editions, Miami, Estados Unidos, 2008
- Contra Gentiles. Editorial UnosOtrosCulturalProject. Miami,  2015 ISBN 978-1519445391 (156 pp).
- Arte de Horadar. Editorial Exodus. Barcelona / Miami, 2017 ISBN 978-1544137728 (158 pp ).